# Benjamin Kiesewetter (Politiker)

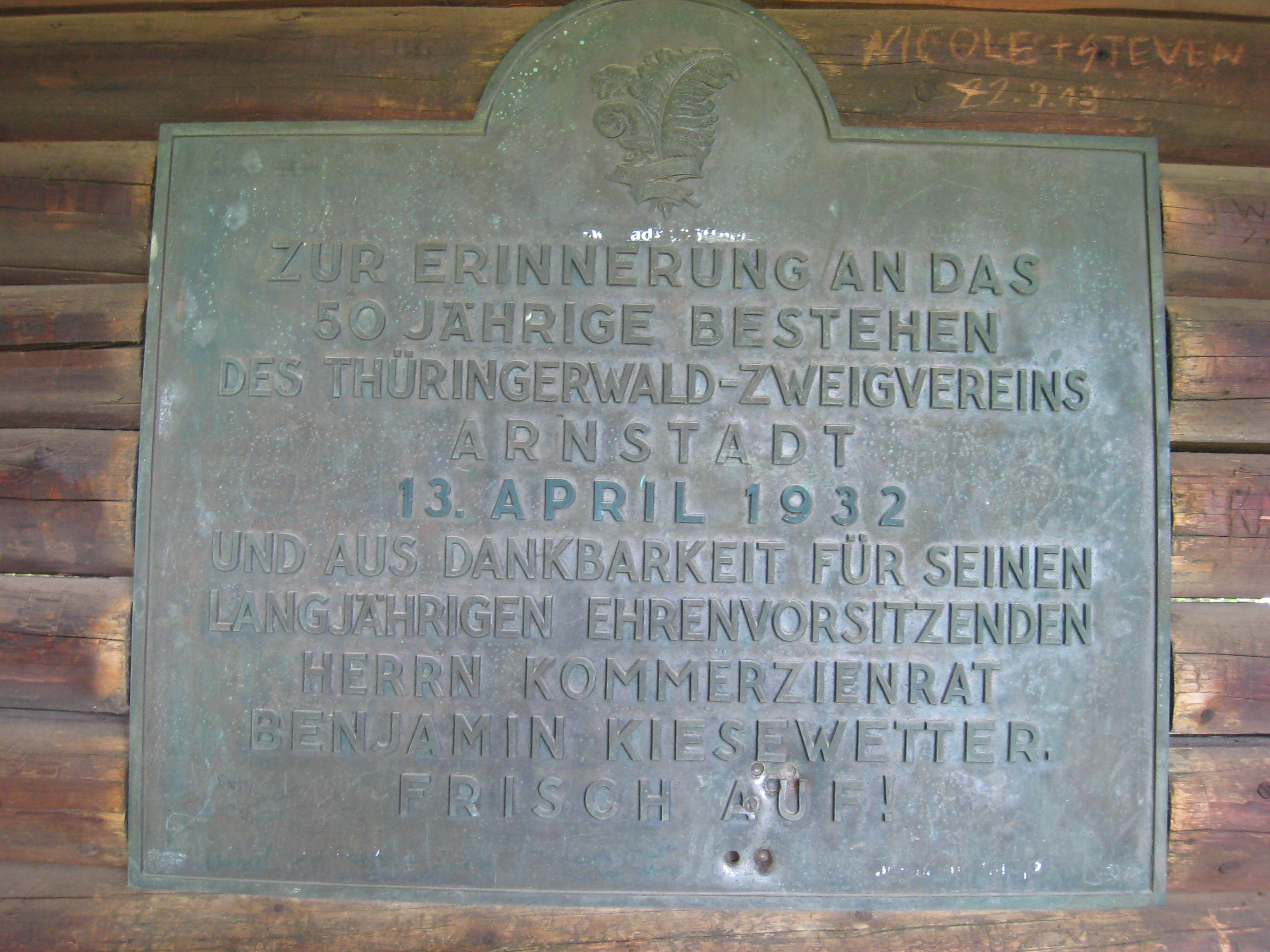
Gedenktafel in der Kiesewetterhütte bei Arnstadt

Carl Ernst Benjamin Kiesewetter (* 1. November 1853 in Arnstadt; † 5. Juli 1934 ebenda) war ein Kaufmann und Abgeordneter im Fürstentum Schwarzburg-Sondershausen.

## Leben
Kiesewetter war ein Sohn des Kaufmanns Heinrich Julius Emil Kiesewetter. Er machte nach dem Abschluss der Arnstädter Realschule eine kaufmännische Ausbildung in der Handschuhfabrik Liebmann & Kiesewetter. 1873/74 übernahm er das väterliche Geschäft.
Er wurde 1886 in den Gemeinderat seiner Heimatstadt gewählt. Am 29. November 1898 wurde er zum stellvertretenden Vorsitzenden des Gemeinderates gewählt, am 9. September 1902 wurde er Vorsitzender. Bis 1928 blieb er ununterbrochen Amtsinhaber.
Nach dem Tod des Landtagsabgeordneten Reinhold Bärwinkel wurde er von den Höchstbesteuerten der Oberherrschaft im April 1899 zu dessen Nachfolger gewählt. Auch in den anschließenden Wahlen war er erfolgreich;              erst im Frühjahr 1919 war diese Tätigkeit beendet. 

## Ehrungen
- Kommerzienrat[4]
- Ehrenbürger von Arnstadt, anlässlich seines 25-jährigen Jubiläums als Vorsitzender des Gemeinderates (9. September 1927)
- Benjamin-Kiesewetter-Straße in Arnstadt